# 大西洋史

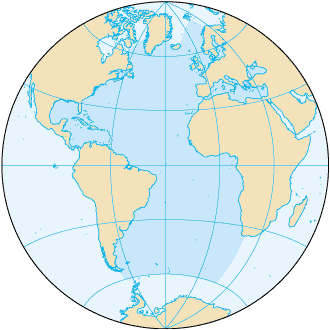
大西洋

大西洋史是历史学一个研究早期现代时期的大西洋世界的专业领域。大西洋世界是由欧洲人与美洲人之间的接触所诞生的，而大西洋史就是研究那个世界的学科。 随着16世纪欧洲人持续与新世界接触的兴起，围绕着大西洋各大洲——美洲、欧洲和非洲——形成了一个区域系统或共同的经济和文化交流圈。
大西洋史是欧洲（特别是英国、法国、西班牙和葡萄牙）与其他美洲的殖民地之间的复杂互动与交流。大西洋史涵盖了广泛的人口、社会、经济、政治、法律、军事、知识和宗教等要素，通过比较大西洋两岸的情况来研究和探讨这些问题。这些研究包括英国和德国的宗教复兴，以及十三殖民地的第一次大觉醒。移民、种族和奴隶制度也是重要的研究内容。
大西洋史的研究者通常会注重在研究这些地区和其所孕育的文明之间的相互联系和交流。传统的历史研究通常关注国家边界内的事件和发展，即在国家划定的边界内进行研究。然而，对于那些跨越国家边界的现象，如奴隶制、殖民主义、传教活动和经济扩张，传统的研究方法可能不适用。因此，这些现象应该以超越国家边界的方式来研究，这是因为需要考虑到它们在多个地区和国家之间相互联系也扮演着重要角色。
罗伯特·R·帕尔默（Robert R. Palmer），一位专注于法国大革命的美国历史学家，在1950年代开创了大西洋史这一概念，他通过广泛比较的方式研究了多个国家如何经历他所谓的“民主革命时代”的变革，撰写了《民主革命时代：欧洲和美洲的政治历史（The Age of the Democratic Revolution: A Political History of Europe and America），1760–1800》（1959年和1964年）。 在这本著作中，帕尔默并没有将法国和美国的革命作为成功的例子与其他类型的革命进行比较。而是对由革命引发的西方文明变革有了更广泛的理解和讨论。塞利尔·L·R·詹姆斯（C. L. R. James）在1930年代将法国革命与海地革命联系起来。从1980年代开始，大西洋史作为一种越来越受欢迎的研究领域逐渐取代了传统的帝国史学。尽管如此，还是有人认为这一领域实际上只是对传统历史学的细化和重新定位，因为传统历史学研究的是早期现代欧洲人与大西洋地区原住民之间的互动。1980年代初，哈佛大学的伯纳德·贝林（Bernard Bailyn）和约翰霍普金斯大学的杰克·P·格林（Jack P. Greene）等美国历史学家要将大西洋史作为一个公认的历史学领域。在二战后的1990年代，欧盟的形成和扩展以及北约的作用突显了欧洲与大西洋世界的相互联系，这反过来激励了历史学家和学者更深入地探讨这些历史联系。